# Harris County, Texas
Harris County är ett administrativt område i delstaten Texas, USA, med 4 092 459  invånare (2010). Den administrativa huvudorten (county seat) är Houston.

## Geografi
Enligt United States Census Bureau har countyt en total area på 4 605 km². 4 478 km² av den arean är land och 127 km² är vatten.

### Angränsande countyn
- Montgomery County - norr
- Liberty County - nordost
- Chambers County - öster
- Galveston County - sydost
- Brazoria County - söder
- Fort Bend County - sydväst
- Waller County - nordväst

### Orter
- Baytown (delvis i Chambers County)
- Bellaire
- Bunker Hill Village
- Deer Park
- El Lago
- Friendswood (delvis i Galveston County)
- Galena Park
- Hedwig Village
- Hilshire Village
- Houston (huvudort, delvis i Fort Bend County och Montgomery County)
- Humble
- Hunters Creek Village
- Jacinto City
- Jersey Village
- Katy (delvis i Fort Bend County och Waller County)
- La Porte
- League City (delvis i Galveston County)
- Missouri City (delvis i Fort Bend County)
- Morgan's Point
- Nassau Bay
- Pasadena
- Pearland (delvis i Brazoria County och Fort Bend County)
- Piney Point Village
- Seabrook (delvis i Chambers County)
- Shoreacres (delvis i Chambers County)
- South Houston
- Southside Place
- Spring Valley Village
- Stafford (delvis i Fort Bend County)
- Taylor Lake Village
- Tomball
- Waller (delvis i Waller County)
- Webster
- West University Place